# Weeting-with-Broomhill
Weeting-with-Broomhill – civil parish w Anglii, w hrabstwie Norfolk, w dystrykcie Breckland. Leży 47 km na zachód od Norwich i 121 km na północny wschód od Londynu. W 2001 miejscowość liczyła 1751 mieszkańców.